# たつの市立室津海駅館
たつの市立室津海駅館（たつのしりつむろつかいえきかん）は兵庫県たつの市室津にある博物館。 

## 概要
廻船問屋「嶋屋」の脇本陣を兼ねた商家の保存と公開を目的に、御津町が1997年に開設した博物館である。当主が嶋屋（三木）半四郎の代、18世紀中頃築の切妻平入り2階建の商家建築は、室津が海の宿駅として繁栄していた時代の数少ない遺構の一つであり、市指定文化財となっている。
室津地区は北前船寄港地として知られており、たつの市では見性寺の石仏などとともに本館も含めて5点が日本遺産に認定されている。

## 展示テーマ
- 廻船 - 弁財船1/10模型、嶋屋模型などを展示
- 参勤交代 - 大名料理献立復元、肥後屋模型などを展示
- 江戸参付 - ケンペルの室津絵図などを展示
- 朝鮮通信使 - 朝鮮通信使饗応料理復元、朝鮮人来朝図（贈・神戸市立博物館）などを展示

## 利用情報
- 開館時間 - 9:30 - 17:00、入館は16:30まで
- 休館日 - 月曜（祝日の場合は翌日）、毎月末日、年末年始
- 所在地 - 兵庫県たつの市御津町室津457

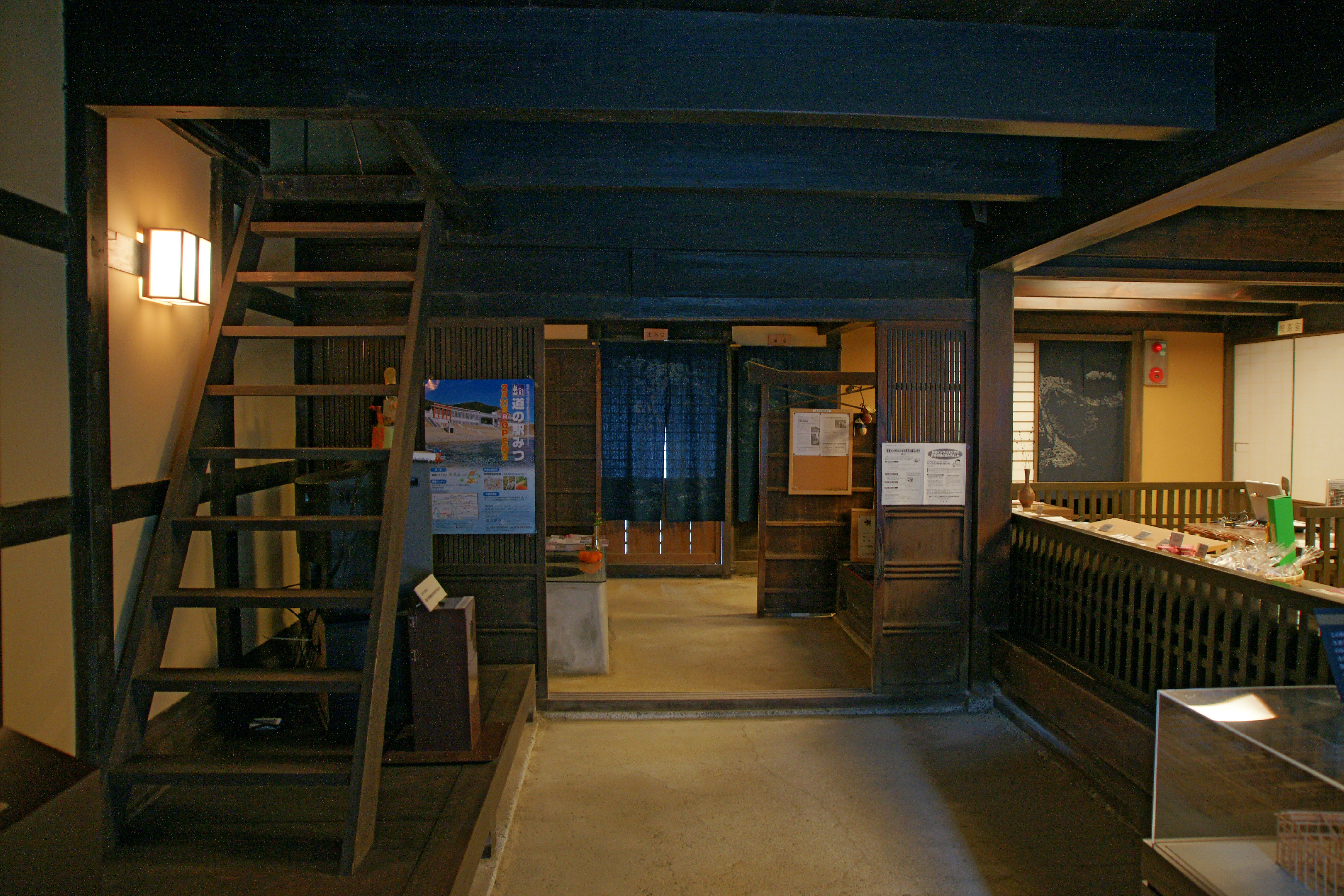
1階
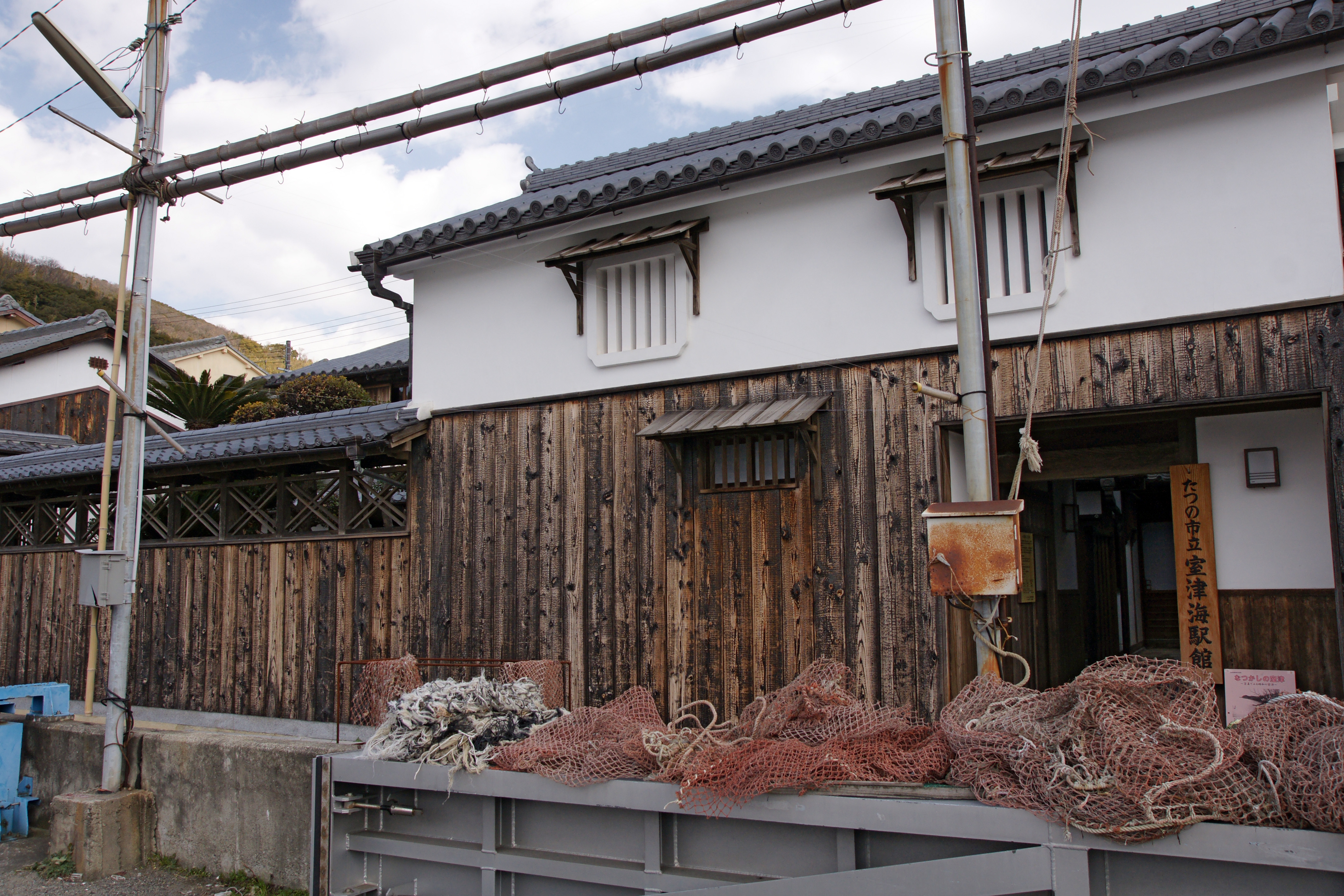
港側の長屋門
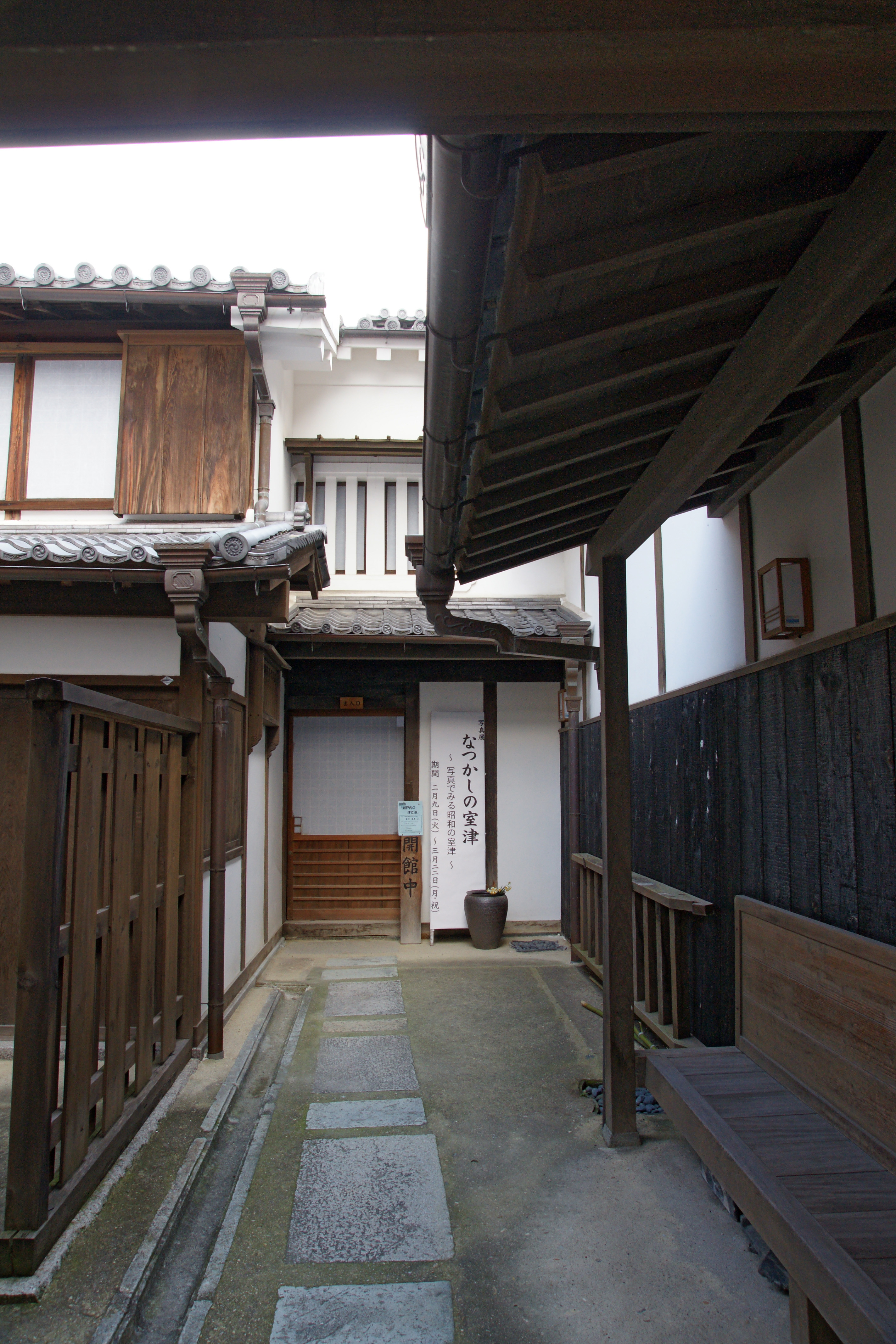
港側
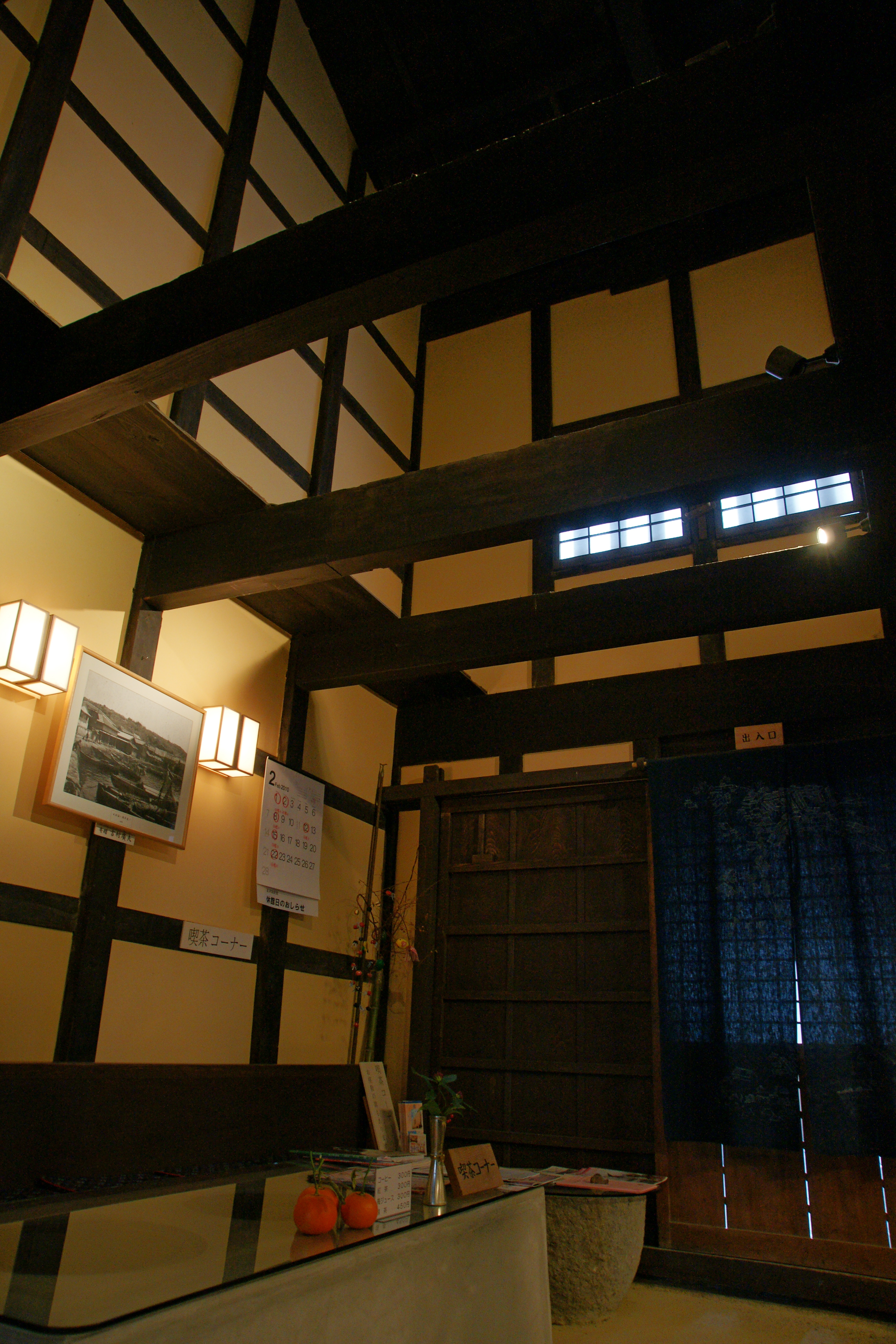
1階 土間（喫茶室）
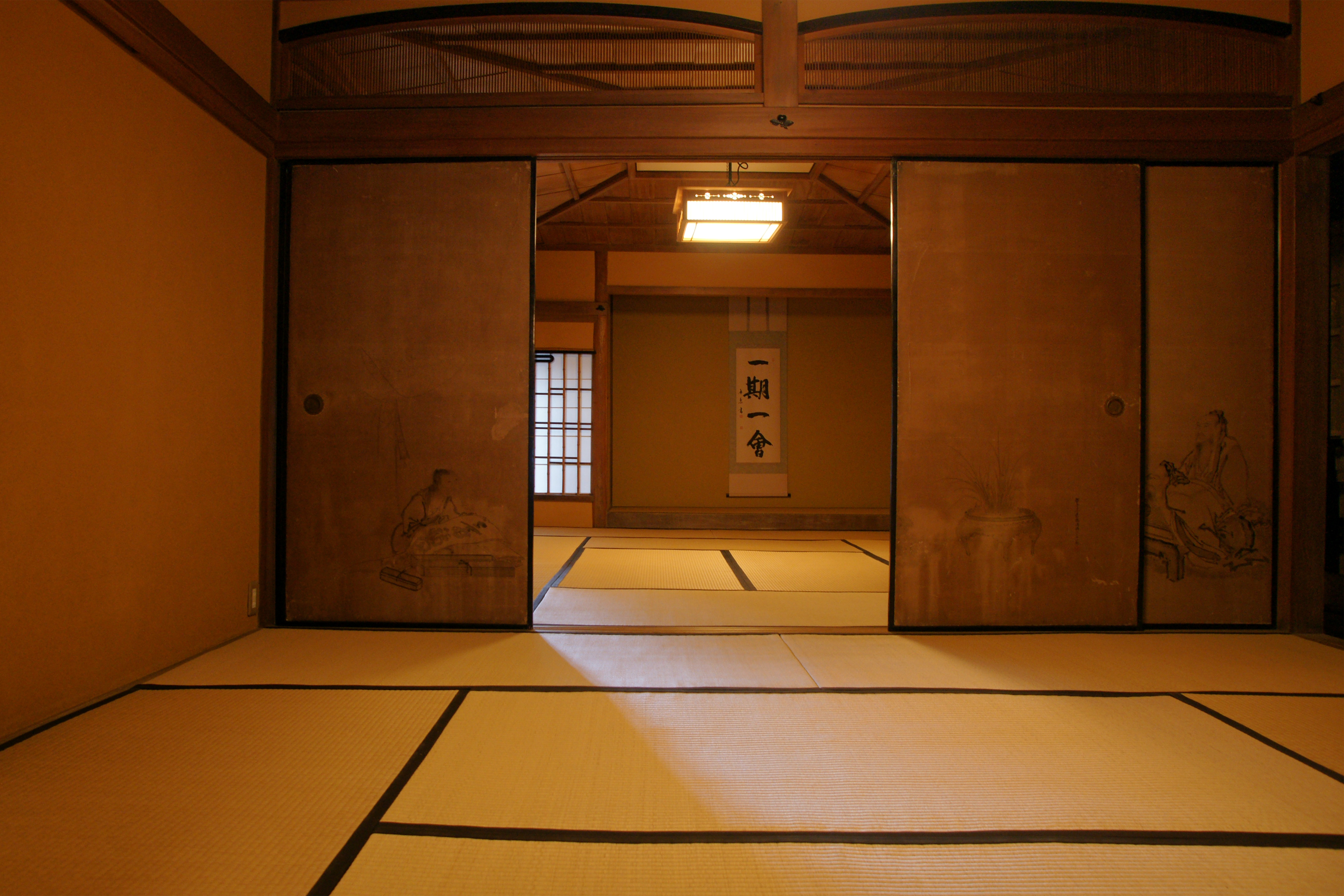
2階
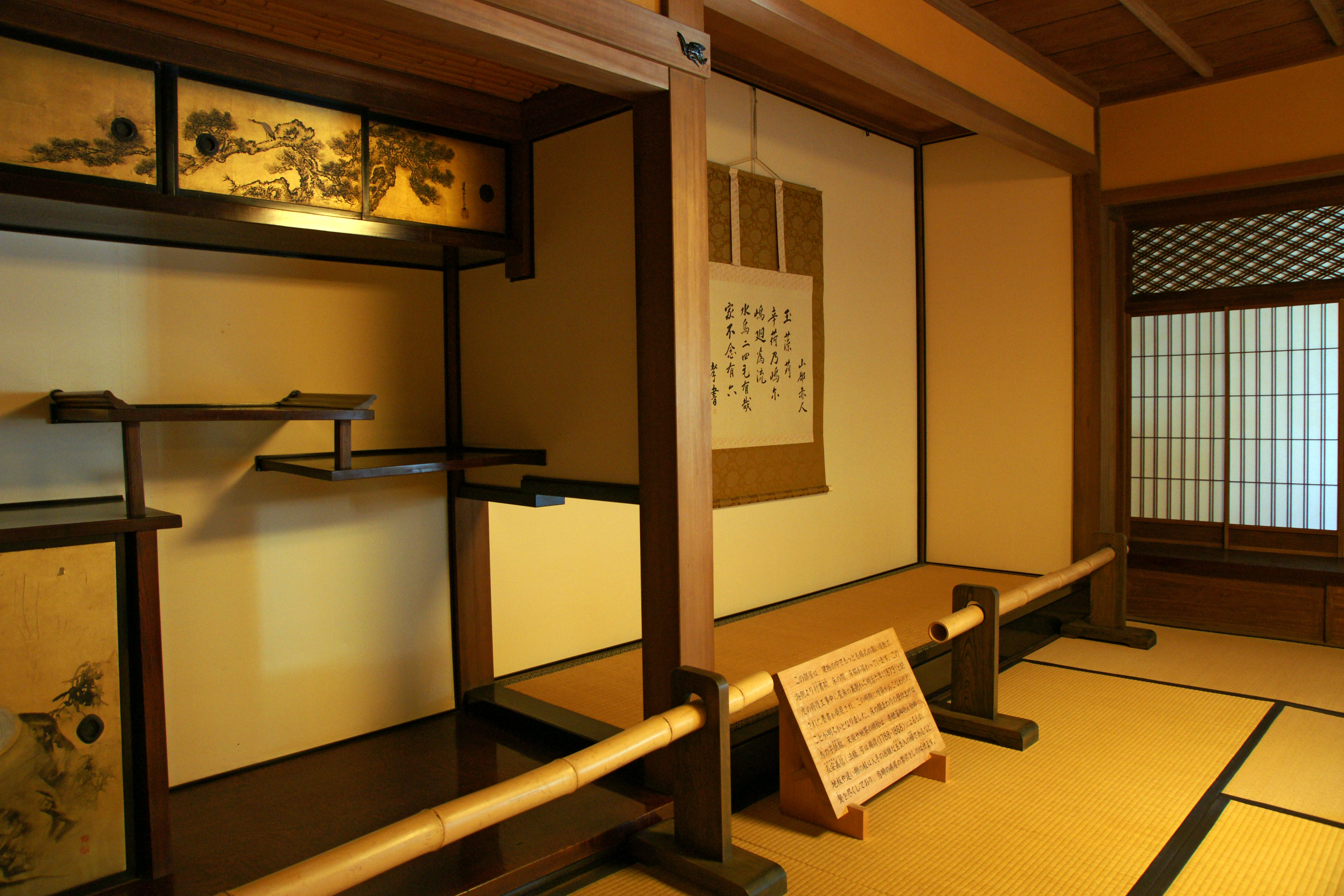
2階
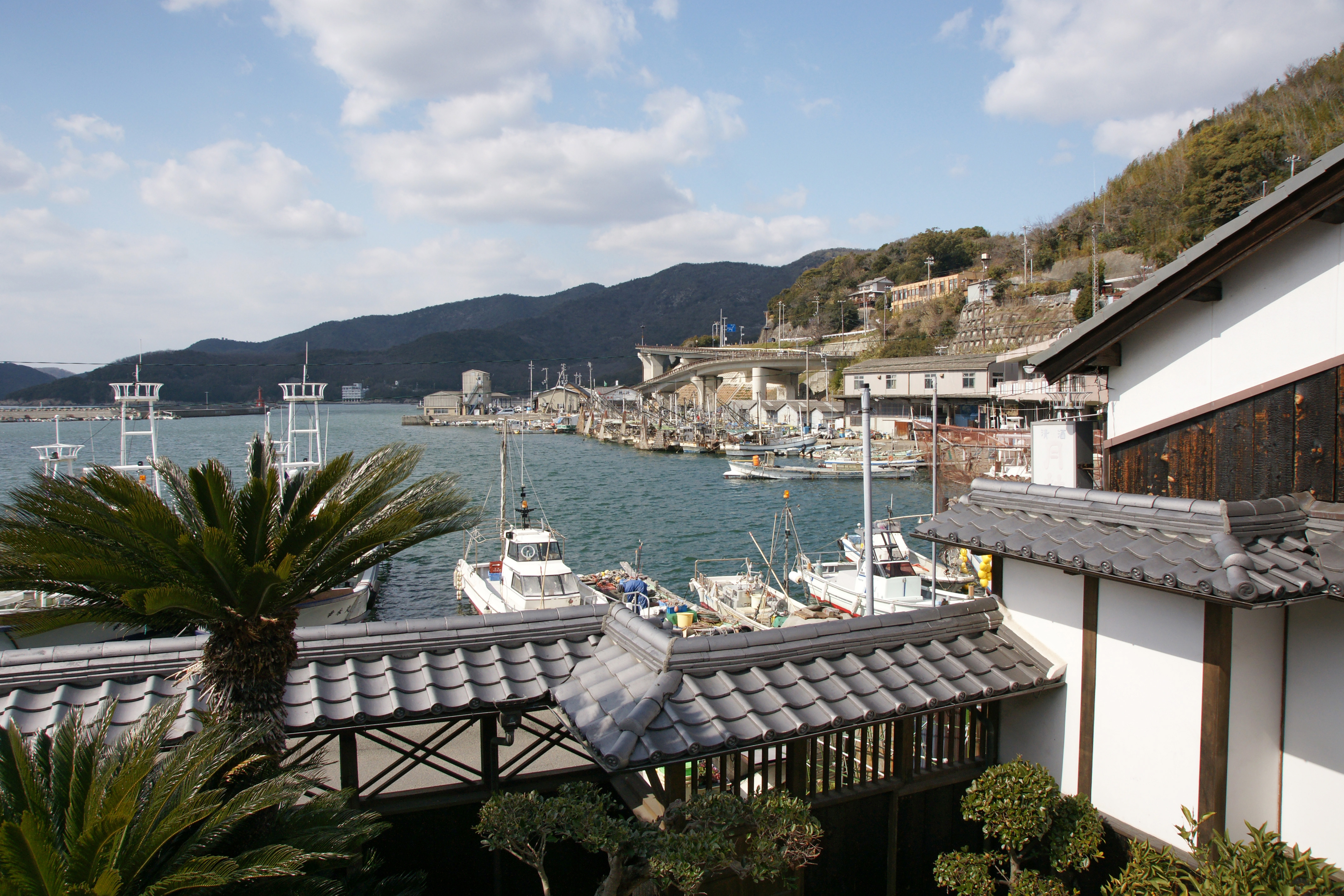
2階からの景色
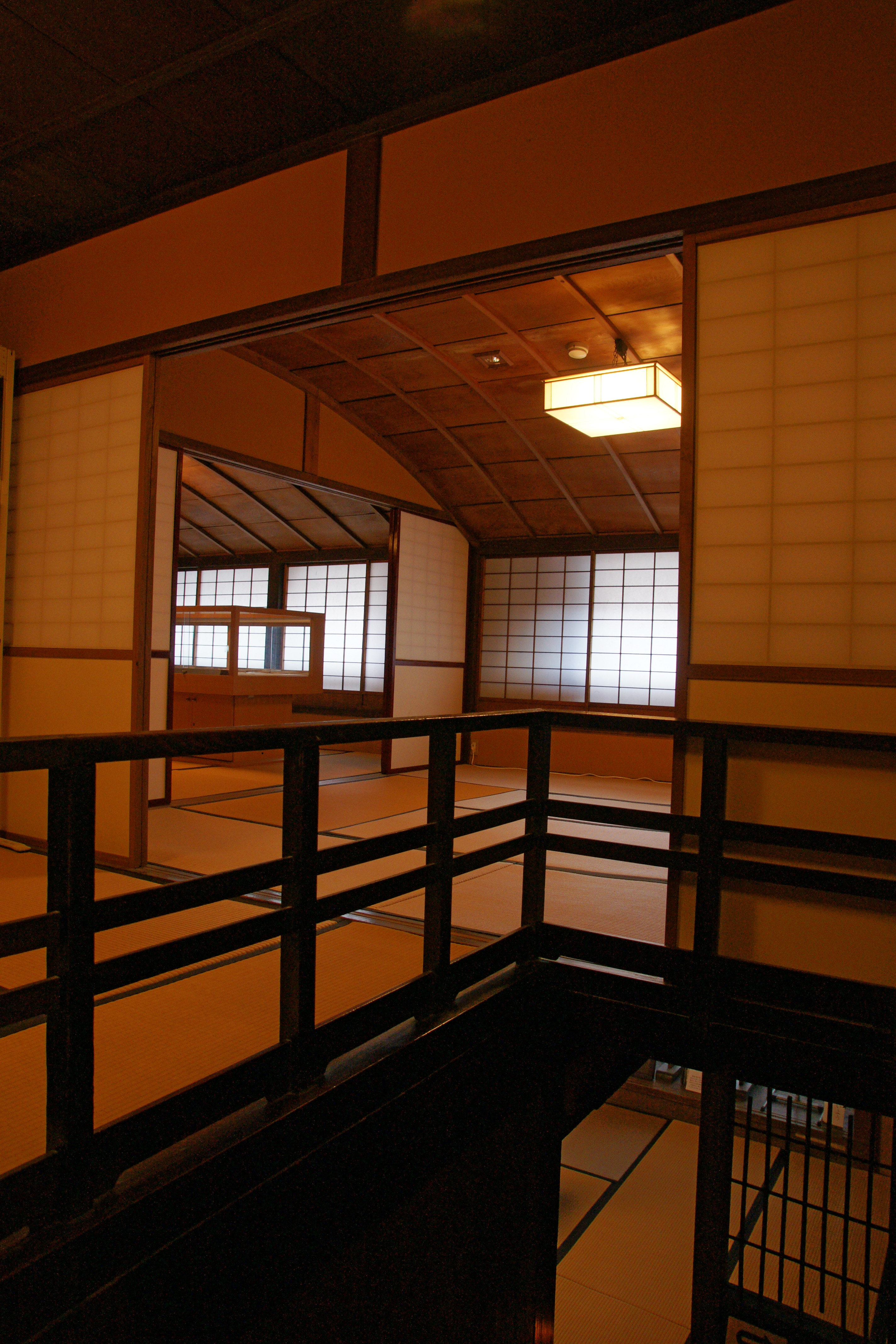
やかたぶねの間

## 交通アクセス
- 山陽電鉄 山陽網干駅から神姫バス「大浦」行きで25分、バス停「室津」下車、徒歩5分